# Лог (Севниця)
Лог (словен. Log) — поселення в общині Севниця, Споднєпосавський регіон, Словенія. Висота над рівнем моря: 179,1 м.